# Vincent Lajoie
Vincent Lajoie (1993) è un ex sciatore alpino canadese.

## Biografia
Attivo in gare FIS dal dicembre del 2008, Lajoie ha gareggiato prevalentemente in Nor-Am Cup, circuito nel quale ha esordito l'8 dicembre 2010 a Lake Louise in discesa libera (54º), ha ottenuto il suo unico podio il 10 febbraio 2013 ad Apex in supergigante (3º) e ha disputato l'ultima gara il 19 marzo 2015 a Sugarloaf nella medesima specialità (24º). Studente dell'Università di Montréal, Lajoie si allenava nelle file del Excellence Sportive Sherbrooke. Si è ritirato al termine della stagione 2017-2018 e la sua ultima gara è stata uno slalom speciale universitario disputato il 17 marzo a Stoneham e chiuso da Lajoie al 40º posto; non ha debuttato in Coppa del Mondo né preso parte a rassegne olimpiche o iridate per via della crisi finanziaria di Canada Alpin che ha obbligato la federazione a lasciare da parte lo sviluppo dei suoi atleti junior in vista dei giochi di Sotchi.

## Palmarès

### Nor-Am Cup
- Miglior piazzamento in classifica generale: 46º nel 2013
- 1 podio:
  - 1 terzo posto